# ليروا ريسود هارديجو
ليروا ريسود هارديجو (بالهولندية: Leroy Resodihardjo)‏ (4 مارس 1987 بلايدسخيندام في هولندا - ) هو لاعب كرة قدم هولندي في مركز الوسط. لعب مع أدو دين هاغ وSVV Scheveningen ‏ والمير سيتي.

## وصلات خارجية
- ليروا ريسود هارديجو على موقع قاعدة بيانات كرة القدم.إي يو (الإنجليزية)
- ليروا ريسود هارديجو على موقع Soccerway.com (الإنجليزية)